# Художня гімнастика на Всесвітніх іграх 2009
Змагання з художньої гімнастики на Всесвітніх іграх 2009 року пройшли з 17 по 18 липня у Гаосюн, Китайський Тайбей.

### Медальний залік
| Місце  | Країна      | Золото | Срібло | Бронза | Загалом |
| ------ | ----------- | ------ | ------ | ------ | ------- |
| 1      | Росія       | 4      | 1      | 1      | 6       |
| 2      | Україна     | 0      | 3      | 0      | 3       |
| 3      | Азербайджан | 0      | 0      | 1      | 1       |
| 3      | Білорусь    | 0      | 0      | 1      | 1       |
| 3      | Болгарія    | 0      | 0      | 1      | 1       |
| Всього | Всього      | 4      | 4      | 4      | 12      |

## Медалісти
| Дисципліна         | Золото                | Срібло                | Бронза                 |
| Особиста першість  | Особиста першість     | Особиста першість     | Особиста першість      |
| ------------------ | --------------------- | --------------------- | ---------------------- |
| Вправа з скакалкою | Євгенія Канаєва (RUS) | Ганна Безсонова (UKR) | Ольга Капранова (RUS)  |
| Вправа з обручем   | Євгенія Канаєва (RUS) | Ольга Капранова (RUS) | Сільвія Мітева (BUL)   |
| Вправа з м'ячем    | Євгенія Канаєва (RUS) | Ганна Безсонова (UKR) | Мелітіна Станюта (BLR) |
| Вправа зі стрічкою | Євгенія Канаєва (RUS) | Ганна Безсонова (UKR) | Алія Гараєва (AZE)     |

#### Вправа з скакалкою
| Місце | Гімнастка              | Сума   |
| ----- | ---------------------- | ------ |
| 1     | Євгенія Канаєва (RUS)  | 28,475 |
| 2     | Ганна Безсонова (UKR)  | 27,425 |
| 3     | Ольга Капранова (RUS)  | 27,350 |
| 4     | Мелітіна Станюта (BLR) | 26,975 |
| 5     | Сільвія Мітева (BUL)   | 26,275 |
| 6     | Анна Гурбанова (AZE)   | 25,550 |
| 7     | Аліна Максименко (UKR) | 25,525 |
| 8     | Кароліна Вебер (AUT)   | 25,100 |

#### Вправа з обручем
| Місце | Гімнастка              | Сума   |
| ----- | ---------------------- | ------ |
| 1     | Євгенія Канаєва (RUS)  | 27,800 |
| 2     | Ольга Капранова (RUS)  | 27,600 |
| 3     | Сільвія Мітева (BUL)   | 27,025 |
| 4     | Мелітіна Станюта (BLR) | 26,100 |
| 5     | Аліна Максименко (UKR) | 26,025 |
| 6     | Любов Черкашина (BLR)  | 25,800 |
| 7     | Кароліна Вебер (AUT)   | 25,400 |
| 8     | Ганна Безсонова (UKR)  | 25,150 |

#### Вправа з  м'ячем
| Місце | Гімнастка              | Сума   |
| ----- | ---------------------- | ------ |
| 1     | Євгенія Канаєва (RUS)  | 28,500 |
| 2     | Ганна Безсонова (UKR)  | 27,775 |
| 3     | Мелітіна Станюта (BLR) | 27,550 |
| 4     | Сільвія Мітева (BUL)   | 26,400 |
| 5     | Анна Гурбанова (AZE)   | 25,900 |
| 6     | Біляна Проданова (BUL) | 25,250 |
| 7     | Кароліна Вебер (AUT)   | 25,100 |
| 8     | Аліна Максименко (UKR) | 23,500 |

#### Вправа зі стрічкою
| Місце | Гімнастка              | Сума   |
| ----- | ---------------------- | ------ |
| 1     | Євгенія Канаєва (RUS)  | 26,625 |
| 2     | Ганна Безсонова (UKR)  | 26,250 |
| 3     | Алія Гараєва (AZE)     | 25,250 |
| 4     | Анна Гурбанова (AZE)   | 24,825 |
| 5     | Мелітіна Станюта (BLR) | 24,600 |
| 6     | Аліна Максименко (UKR) | 24,375 |
| 7     | Любов Черкашина (BLR)  | 24,050 |
| 8     | Сільвія Мітева (BUL)   | 24,025 |